# Новы-Двур-Гданьский (гмина)
Новый-Двур-Гданьский (пол. Nowy Dwór Gdański) — городско-сельская гмина (волость) в Польше, входит как административная единица в Новодвурский повет, Поморское воеводство. Население — 17 919 человек (на 2004 год).

## Демография
| Перепись                       | Всего   | Всего | Женщины | Женщины | Мужчины | Мужчины |
| ------------------------------ | ------- | ----- | ------- | ------- | ------- | ------- |
| Единицы                        | человек | %     | человек | %       | человек | %       |
| Население                      | 17 919  | 100   | 9132    | 51      | 8787    | 49      |
| Плотность населения (чел./км²) | 84,1    | 84,1  | 42,9    | 42,9    | 41,3    | 41,3    |

## Соседние гмины
1. Гмина Эльблонг
2. Гмина Гроново-Эльблонске
3. Гмина Новы-Став
4. Гмина Осташево
5. Гмина Стегна
6. Гмина Штутово